# Stigmus
Stigmus ist eine Gattung der Grabwespen (Spheciformes) aus der Familie Crabronidae. Die Gattung ist weltweit, mit Ausnahme von Australien verbreitet. Es sind 30 Arten bekannt, von denen acht in der Paläarktis auftreten und zwei auch in Europa verbreitet sind.

## Merkmale
Die sehr kleinen, schwarzen und nahezu unbehaarten Tiere haben einen kurzen Hinterleibsstiel. Die Vorderflügel tragen ein sehr großes Flügelmal, das fast so groß ist, wie die Marginalzelle.

## Lebensweise
Typisch für die Pemphredoninae legen die Weibchen ihre Nester in Stängeln und verlassenen Bohrgängen in Totholz an. Die Brut wird mit Blattläusen versorgt, die im Flug mit den Mandibeln gepackt werden. Die einzelnen Zellen der Nester werden durch abgenagtes Material aus dem Gang des Nestes abgetrennt.

## Arten (Europa)
- Stigmus pendulus Panzer, 1804
- Stigmus solskyi A. Morawitz, 1864

## Belege